# Шумлін
Шумлін (пол. Szumlin) — село в Польщі, у гміні Йонець Плонського повіту Мазовецького воєводства.
Населення — 137 осіб (2011).
У 1975-1998 роках село належало до Цехановського воєводства.

## Демографія
Демографічна структура станом на 31 березня 2011 року:
|          | Загалом | Допрацездатний вік | Працездатний вік | Постпрацездатний вік |
| -------- | ------- | ------------------ | ---------------- | -------------------- |
| Чоловіки | 66      | 11                 | 43               | 12                   |
| Жінки    | 71      | 14                 | 33               | 24                   |
| Разом    | 137     | 25                 | 76               | 36                   |